# Bulevar Cabrini
El Bulevar Cabrini (en inglés, Cabrini Boulevard) se extiende por el vecindario de Manhattan de Hudson Heights, desde West 177th Street en el sur, cerca del puente George Washington, hasta Fort Tryon Park en el norte, a lo largo de un escarpe de esquisto de Manhattan con vista a Henry Hudson Parkway y al río Hudson. Es la calle más occidental de la ciudad en el vecindario, excepto por un circuito de una cuadra formado por Chittenden Avenue, West 187th Street y West 186th Street.
El Bulevar Cabrini se llamó originalmente Northern Avenue, y se le cambió el nombre por Francisca Javiera Cabrini, la primera estadounidense canonizada como santa católica, en 1938, el año de su beatificación. Parte de sus restos están consagrados en el Santuario de Francisca Javiera Cabrini, en 701 Fort Washington Avenue, cuya entrada occidental está en el Bulevar Cabrini.
En su extremo norte, pasando el último edificio en el lado oeste de la calle, el Bulevar Cabrini corre junto a la sección "Cabrini Woods" del parque Fort Tryon, que se ha reservado como un santuario de aves.
El Bulevar Cabrini es el sitio de dos desarrollos de viviendas en la ciudad de Nueva York, ambos por el desarrollador de bienes raíces Charles Paterno. Hudson View Gardens, iniciada en 1923, es una de las cooperativas de vivienda más antiguas de los Estados Unidos.
El 18 de octubre de 2015, una parte de la calle recibió el mismo nombre en honor al activista de derechos humanos Jacob Birnbaum, que vivía en el Bulevar Cabrini.

## Galería

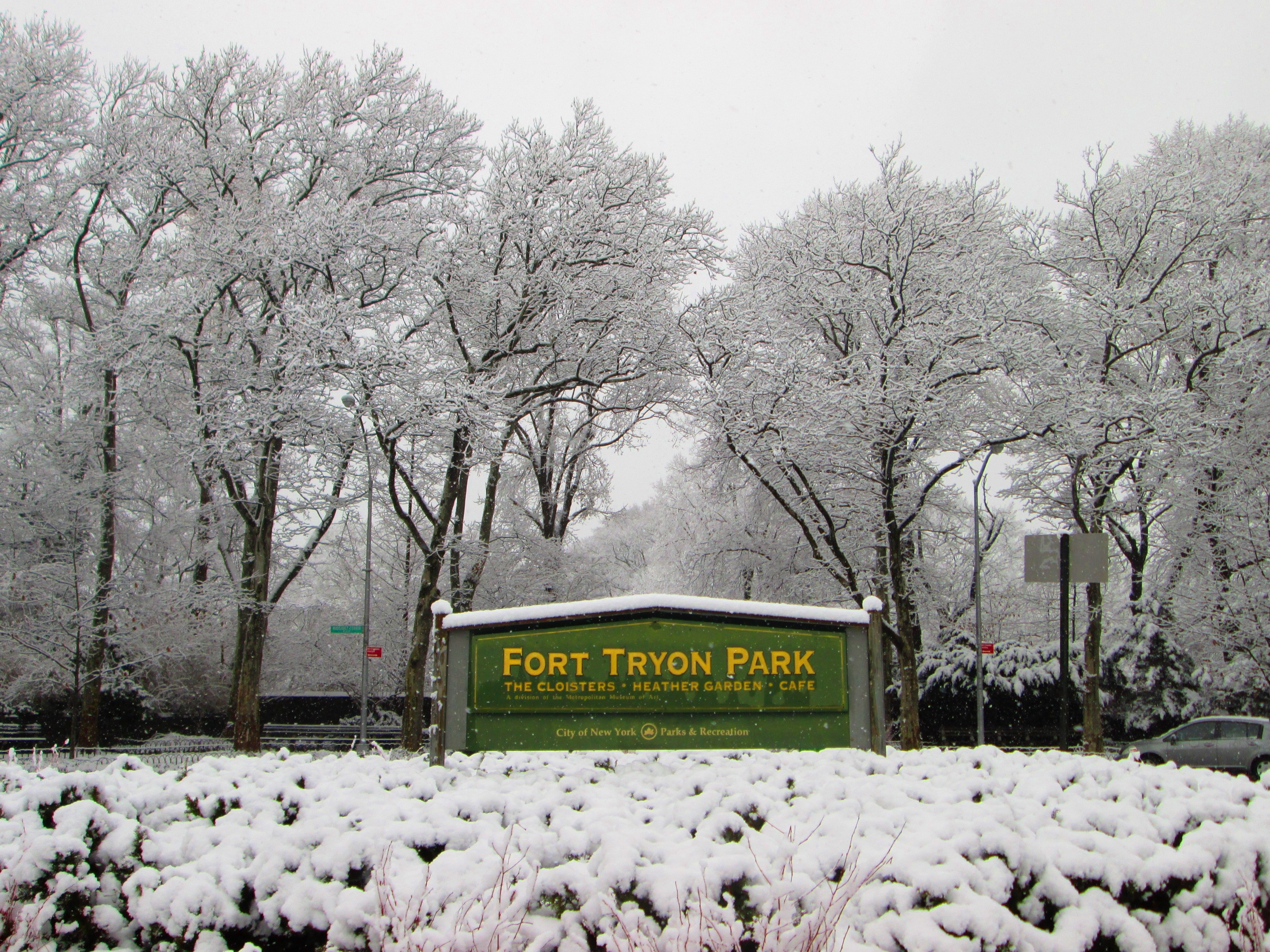
Entrada del Fort Tryon Park en Margaret Corbin Circle
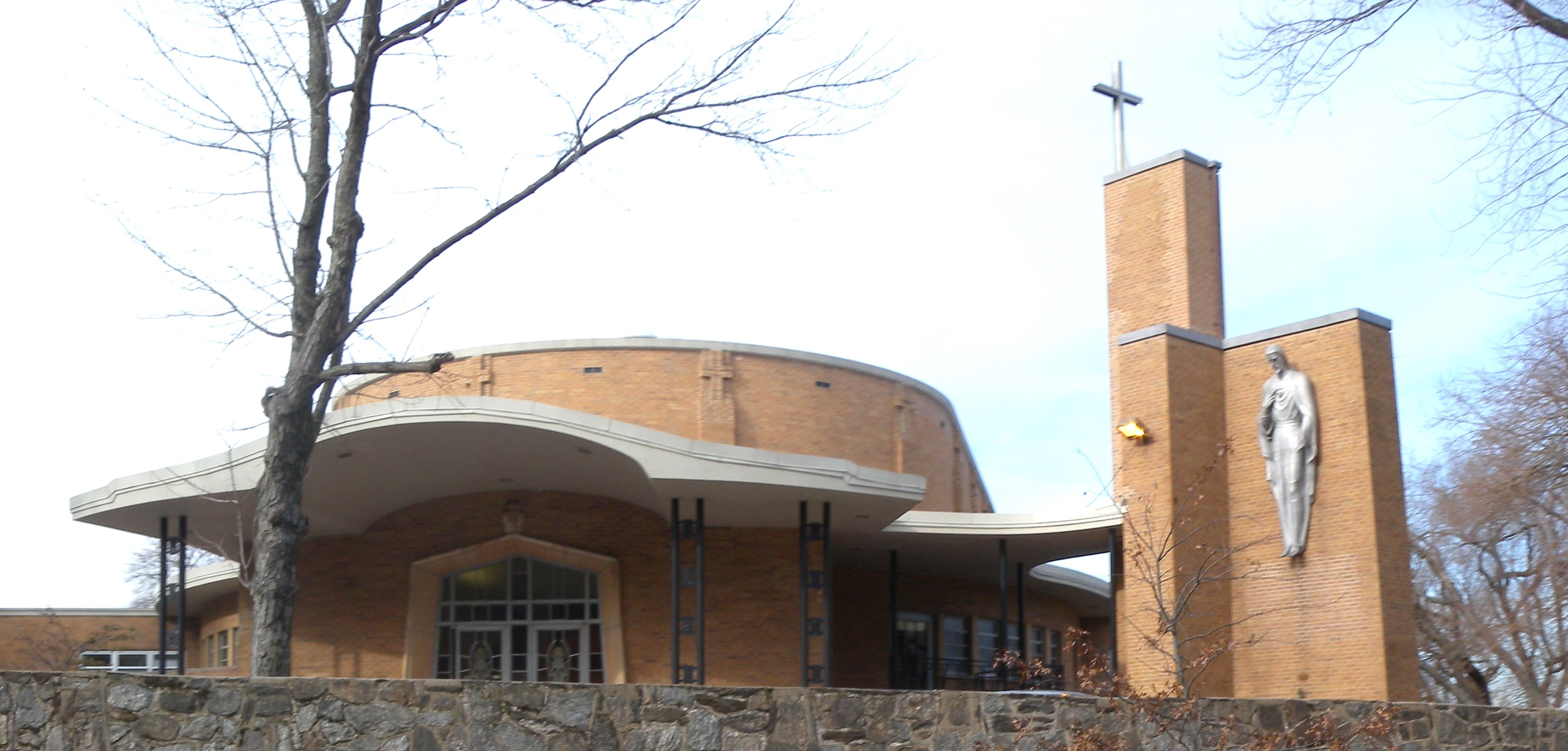
Santuario de Francisca Javiera Cabrini
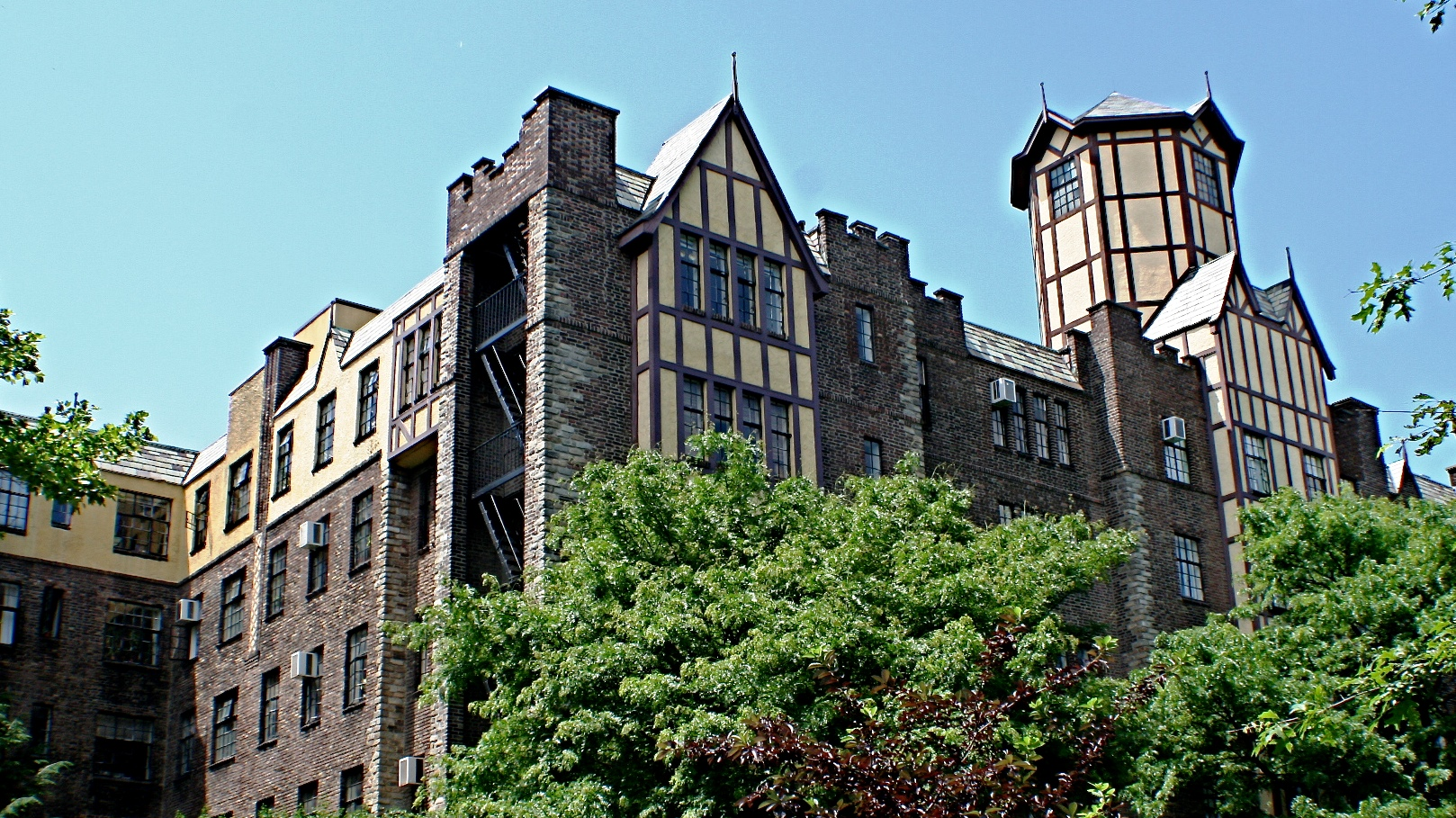
Los apartamentos Hudson View Gardens, en Hudson Heights